# Pacer
Pacer es el álbum debut de la banda  estadounidense de rock alternativo The Amps, lanzado el 31 de octubre de 1995 pot 4AD y Elektra Records. La canción "I Am Decided" es una combinación de dos canciones compuestas por Robert Pollard, regaladas a Kim Deal después de que ésta produjese algunas de las canciones del álbum Guided by Voices (las dos versiones de Pollard se encuentran en la caja recopilatoria Suitcase 2 con los títulos "I'm Decided" y "Are You Faster?"). La canción "Hoverin'" primero fue grabada por The Breeders como Cara B de "Divine Hammer".

## Lista de canciones
1. "Pacer"
2. "Tipp City"
3. "I Am Decided"
4. "Mom's Drunk"
5. "Bragging Party"
6. "Hoverin'"
7. "First Revival"
8. "Full on Idle"
9. "Breaking the Split Screen Barrier"
10. "Empty Glasses"
11. "She's a Girl"
12. "Dedicated"

## Personal
- Kim Deal: voz, guitarra
- Jim Macpherson: batería
- Luis Lerma: bajo
- Nathan Farley: guitarra